# Кисида, Кёко
Кёко Кисида (яп. 岸田 今日子 Кисида Кё:ко, 29 апреля 1930 — 17 декабря 2006) — японская актриса, сэйю и детская писательница. Как актриса известна исполнением ролей в ключевых фильмах таких режиссёров, как Одзу, Тэсигахара, Масумура, Итикава и др.

## Биография
Родилась в Токио в районе Сугинами в семье писателя и драматурга Кунио Кисиды (основатель театра «Бунгакудза»). Заинтересовавшись в юности сценическим искусством, после окончания школы поступила в институт, учреждённый при театре отца, где дебютировала в одной из постановок в 1950 год]у. Несмотря на возражения отца, приняла решение стать актрисой. В своих воспоминаниях Кисида отмечает, что в детстве пережила сильное увлечение иллюстрациями Обри Бёрдслея к уайльдовской «Саломее». В этом смысле во многом закономерным стало то, что широкая известность пришла к ней после исполнения на сцене «Бунгакудза» главной роли в постановке пьесы Юкио Мисимы «Саломея». За «Саломеей» последовала многолетняя череда успешных и зачастую очень сложных и нетривиальных ролей.
В 1954 году вышла замуж за актёра той же труппы Нобору Накаю (развелись в 1978). В 1963 году вместе с рядом других ведущих актёров покинула «Бунгакудза» из-за скандала вокруг пьесы Кото радости, после чего вместе с Хироси Акутагавой и Цутому Ямадзаки основала труппу Кумо. Затем последовали творческие эксперименты с разными труппами (в 1975 году примкнула к театру «Эн» Хироси Акутагавы), а также начало карьеры на телевидении. Всемирную известность принесла главная роль в фильме «Женщина в песках» (1964) режиссёра Хироси Тэсигахары.
Большую популярность завоевала её роль сэйю Муми-Тролля в аниме-сериале «Мумин» (с 1969 года), по мотивам произведений Туве Янссон о муми-троллях. Основным мотивом для участия в новом для себя амплуа для неё стало желание наглядно объяснить дочери (род. в 1968 году) суть своей профессии: актриса брала дочь прямо на студию, где ребёнок самым непосредственным образом мог наблюдать за работой своей матери. Также Кисида отмечает, что социальная утопия, выраженная в сказочной форме в произведениях Янссон также произвёла на неё сильное впечатление и вызвала определённый внутренний резонанс.
Умение вживаться в роль, своеобразный и запоминающийся тембр и чувственность её голоса делали декламации Кисида неповторимыми, что способствовало росту и разнообразию ролей сэйю, в которых она оказалась востребована (документальные фильмы, аниме, аудиокниги, декламации стихов, дублирование иностранных фильмов и др.). На протяжении многих лет Кисида также принимала активное участие в театральных постановках для детей, зачастую совместно со своим другом детства, поэтом Сюнтаро Таникавой.
Кроме актёрской работы Кисида оставила значительное литературное наследие, написанное в самых различных жанрах: прежде всего это детская литература, а также эссе, переводы, тексты песен и пр. Многие её книги затрагивают вопрос преодоления отчуждения современного человека, утраты им детской непосредственности и отрыва от естественных природных ритмов.
Кёко Кисида скончалась в токийской клинике от опухоли мозга днём 17 декабря 2006 года в возрасте 76 лет.

## Избранная фильмография
- 1961 — Условия человеческого существования. Часть III / 人間の條件 完結篇 (режиссёр Масаки Кобаяси)
- 1962 — Нарушенный завет / 破戒 (режиссёр Кон Итикава)
- 1962 — Вкус сайры / 秋刀魚の味 (режиссёр Ясудзиро Одзу)
- 1962 — Мне два года / 私は二歳 (режиссёр Кон Итикава)
- 1964 — Женщина в песках / 砂の女 (режиссёр Хироси Тэсигахара)
- 1964 — Свастика / 卍 (режиссёр Ясудзо Масумура)
- 1966 — Чужое лицо / 他人の顔 (режиссёр Хироси Тэсигахара)
- 1970 — Война и люди. Часть 1: Увертюры судьбы / 戦争と人間　第一部　運命の序曲 / (реж. Сацуо Ямамото)
- 1971 — Война и люди. Часть 2: Любви и печали гор и рек / 戦争と人間　第二部　愛と悲しみの山河 / (реж. Сацуо Ямамото)
- 1976 — Клан Инугами / 犬神家の一族 (режиссёр Кон Итикава)
- 1986 — Море и яд / 海と毒薬 (режиссёр Кэй Кумаи)
- 1987 — Принцесса с Луны / 竹取物語 (режиссёр Кон Итикава)
- 1988 — Журавль / つる (режиссёр Кон Итикава)
- 1989 — Рикю / 利休 (режиссёр Хироси Тэсигахара)
- 1990 — Небо и земля / 天と地と (режиссёр Харуки Кадокава)
- 2000 — Дора-Хэйта / どら平太 (режиссёр Кон Итикава)
- 2001 — Месть — дело прибыльное / 助太刀屋助六 (режиссёр Кихати Окамото)
- 2005 — Весенний снег / 春の雪 (режиссёр Исао Юкисада)

## Аудиокниги
- «Маленький принц» (голос Розы)